# Anachronisme

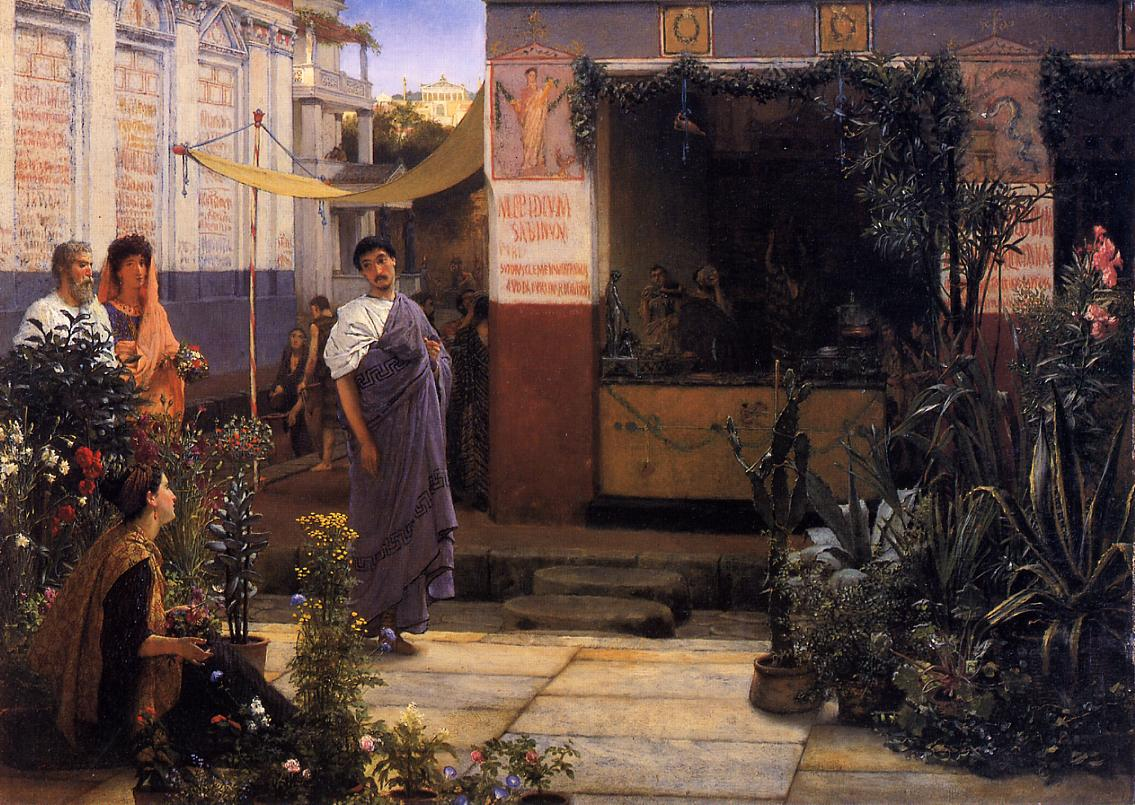
Op het schilderij van Lourens Alma Tadema (1868) van een Romeinse bloemenmarkt staan een schijfcactus en twee agaves. Cactussen en agaves komen oorspronkelijk uit Amerika en waren dus in de Romeinse tijd daarbuiten onbekend.

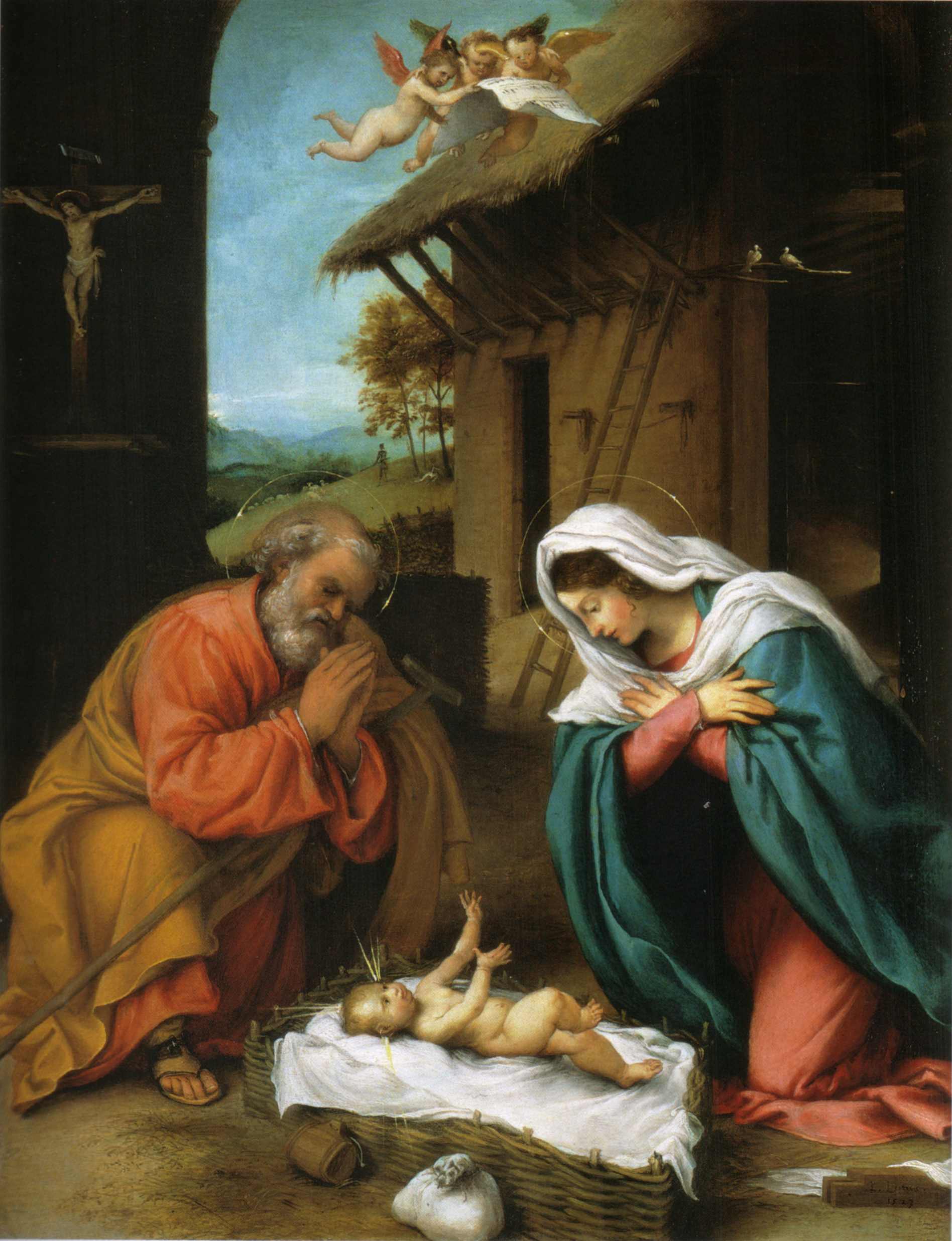
Lorenzo Lotto 1480–1556 Kerststal met kruisbeeld

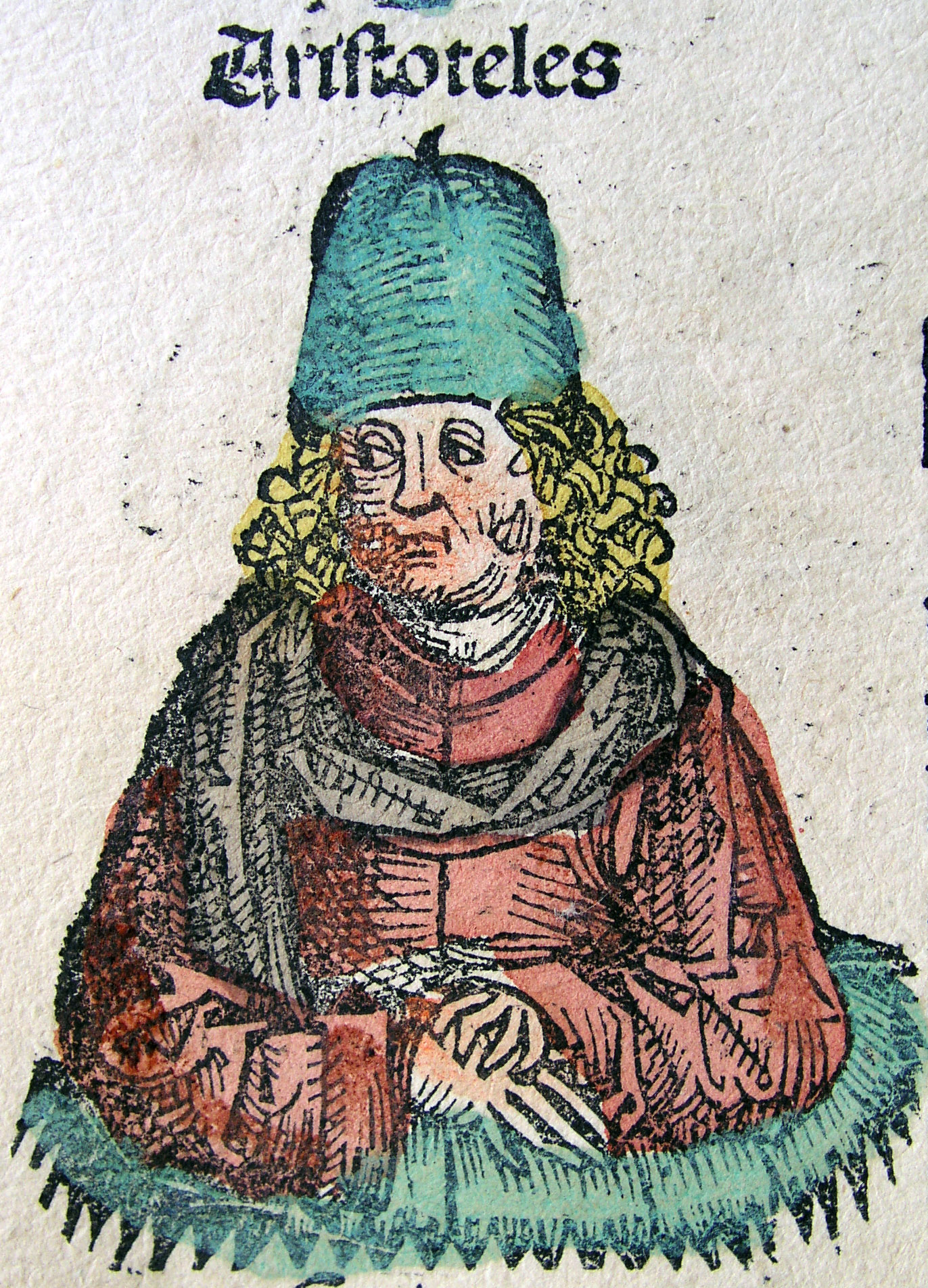
Aristoteles in middeleeuwse klederdracht

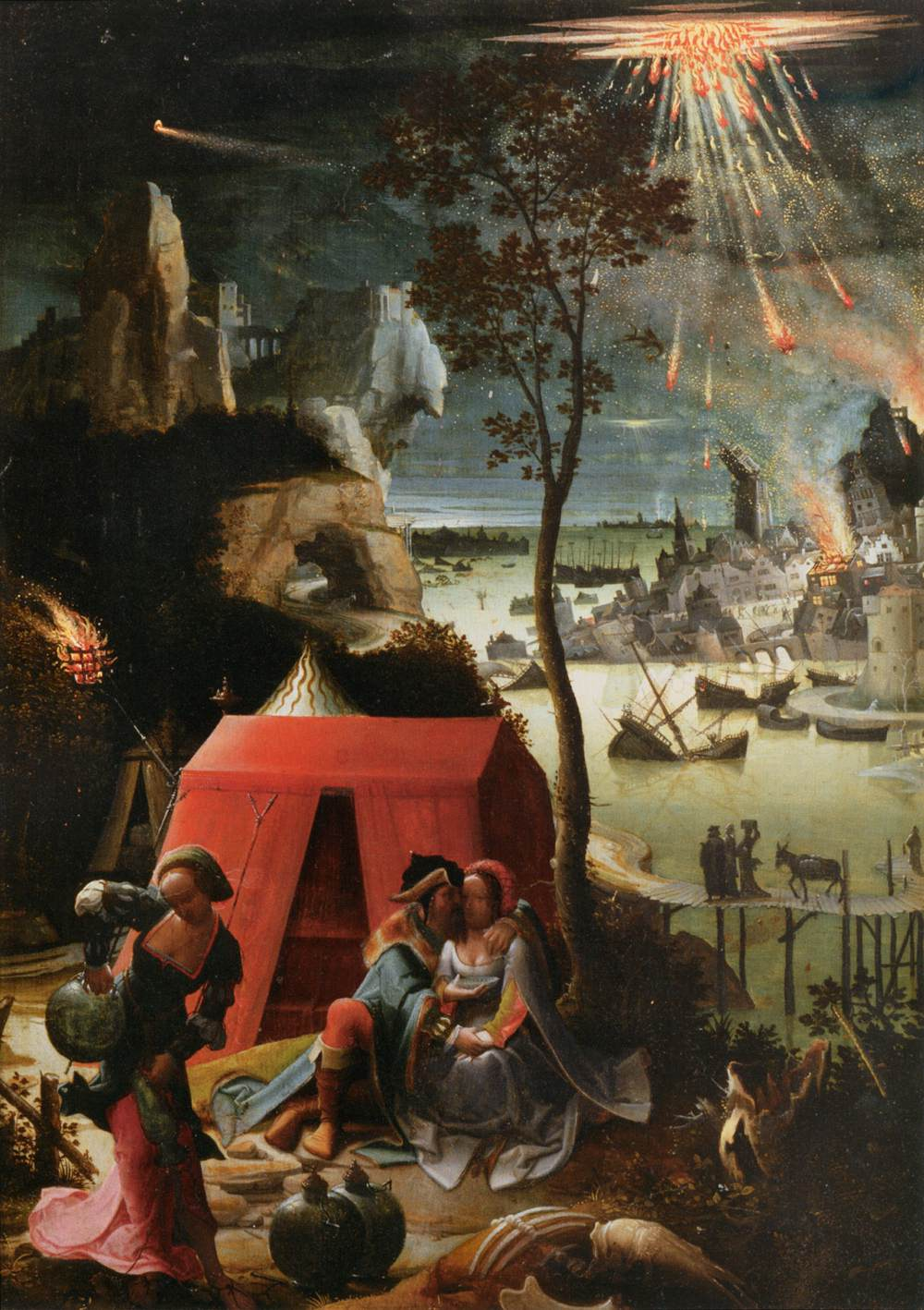
Op het schilderij Lot en zijn dochters wordt het Bijbelse Sodom afgebeeld als een stad in de Lage Landen anno 1520

Een anachronisme is iets dat niet helemaal (meer) in de beschreven tijd past. Of, preciezer geformuleerd: een al dan niet gewilde inbreuk op of breuk in de chronologische samenhang van de beschreven toestanden of gebeurtenissen. Een anachronisme kan bestaan uit het in een onjuiste tijd plaatsen van concepten, personen, begrippen, gebeurtenissen, voorwerpen, gebruiken, uitdrukkingen, woorden, gebruikte technologie, (wijsgerige) opvattingen, muziek, kleding, materialen, planten en dieren – alles wat in verband kan worden gebracht met een bepaalde tijd. In de literatuur kan een anachronisme bewust worden toegepast als stijlfiguur.
De verplaatsing kan twee kanten op: iets wordt gebruikt op een moment dat het nog niet bestond (een fiets in de middeleeuwen), of juist op een moment dat het als achterhaald wordt ervaren (een muziekcassette in de huidige tijd).
Metonymisch is een anachronisme het genoemde concept of voorwerp zelf.

## Vormen van anachronisme
Prochronisme is het plaatsen van een gebeurtenis, voorwerp of begrip eerder dan de gebruikelijke tijd (het voorwerp was nog niet uitgevonden, een uitdrukking was nog niet in gebruik, de ideologie bestond nog niet, de technologie bestond nog niet). Voorbeelden:
- Op een Romeinse bloemenmarkt staat een Amerikaanse cactus afgebeeld.[1]
- Een middeleeuwse ridder kijkt op zijn horloge, luistert naar Mozart en zegt "oké".
- Op een zeventiende-eeuws schilderij staan Bijbelse personages in zeventiende-eeuwse kledij.
- Een zeventiende-eeuwse schrijfster aanduiden als "feministe" (wel is de toevoeging mogelijk "avant la lettre", 'voordat dit begrip bestond').
- In een western die zich in 1870 afspeelt, wordt een wapen getoond dat toen nog niet bestond (zoals het Winchester-1873-geweer).
- Aan een kerststalletje is bij de kribbe een kruisbeeld opgehangen.

Parachronisme is een te laat geplaatste gebeurtenis, voorwerp of begrip (het is allang achterhaald, ouderwets, niet meer van toepassing, zeldzaam of niet meer in gebruik). Voorbeelden:
- In een film wordt een hedendaagse huisvrouw getoond, die haar was met een wasbord doet in plaats van in een wasmachine.
- Een tienermeisje in de eenentwintigste eeuw een "bakvis" noemen en een tienerjongen een "nozem".

## Anachronisme als artistieke uiting
In kunstvormen als het theater of het proza wordt het anachronisme zichtbaar wanneer de kunstenaar elementen invoegt die niet behoren tot de historische tijd waarin het toneelstuk of het verhaal zich afspeelt. Dit kan eenvoudigweg berusten op een vergissing (een auteur laat in een roman die zich afspeelt in het begin van de 19e eeuw een elektrische straatlantaarn branden), maar het kan ook om een bewuste manipulatie van de tijd gaan. Zo ziet men in moderne ensceneringen van opera's van bijvoorbeeld Mozart uit de 18e eeuw een auto of een bromfiets rondrijden. De intentie van een regisseur kan dan zijn om de historische verhaalstof naar de moderne kijker toe te halen. Het effect van een dergelijk anachronisme is soms vergelijkbaar met wat Bertolt Brecht het Verfremdungseffekt noemde: de kijker (of lezer) ervaart een breuk met de logische gang van zaken en wordt zo aangezet tot het bewust nadenken over wat er te zien is.

## Anachronisme als humoristisch element
Ook een komisch effect kan door een anachronisme worden bewerkstelligd. De strip Asterix vermengt in elk verhaal zeer veel anachronismen.
De tekenfilmserie The Flintstones speelt zich tijdens de prehistorie af, maar in de serie worden een heleboel 20ste-eeuwse uitvindingen gebruikt, meestal in de vorm van dieren (bijvoorbeeld een dwergolifant als stofzuiger). Verder worden onder meer sauropode dinosauriërs (66 miljoen jaar geleden uitgestorven) als werktuigen zoals graafmachines gebruikt door mensen (pas ongeveer 3 miljoen jaar geleden geëvolueerd tot het geslacht Homo, die voor het eerst gereedschap gebruikten). De menselijke domesticatie van dieren begon pas zo'n 20.000 jaar geleden, toen de sauropode dinosauriërs allang uitgestorven waren.

## Andere voorbeelden

### Adaptatie
In sommige gevallen past men oude toneelstukken of prozateksten aan de moderne smaak aan; we spreken dan van adaptatie.

### Anatopisme
Bij een anatopisme gebeurt ongeveer hetzelfde. Hierbij worden echter gebeurtenissen die niet op dezelfde plaats zijn gebeurd bij elkaar gezet, zoals bij Timmermans' Het kindeken Jezus in Vlaanderen.